# Blekharun (vid Jussarö, Raseborg)
Blekharun är en ö i Finland. Den ligger i Finska viken och i kommunen Raseborg i den ekonomiska regionen  Raseborg i landskapet Nyland, i den södra delen av landet. Ön ligger omkring 84 kilometer väster om Helsingfors.
Öns area är 0,4 hektar och dess största längd är 90 meter i sydväst-nordöstlig riktning. Närmaste större samhälle är Ekenäs, 17,7 km nordväst om Blekharun.